# Anaea lemnos
Anaea lemnos is een vlinder uit de familie van de Nymphalidae. De wetenschappelijke naam van de soort is voor het eerst geldig gepubliceerd in 1877 door Herbert Druce.